# Îles Campbell
Pour les articles homonymes, voir Île Campbell.
Les îles Campbell sont un archipel sub-antarctique néo-zélandais.

## L'archipel
Le groupe d'îles est essentiellement constitué de :

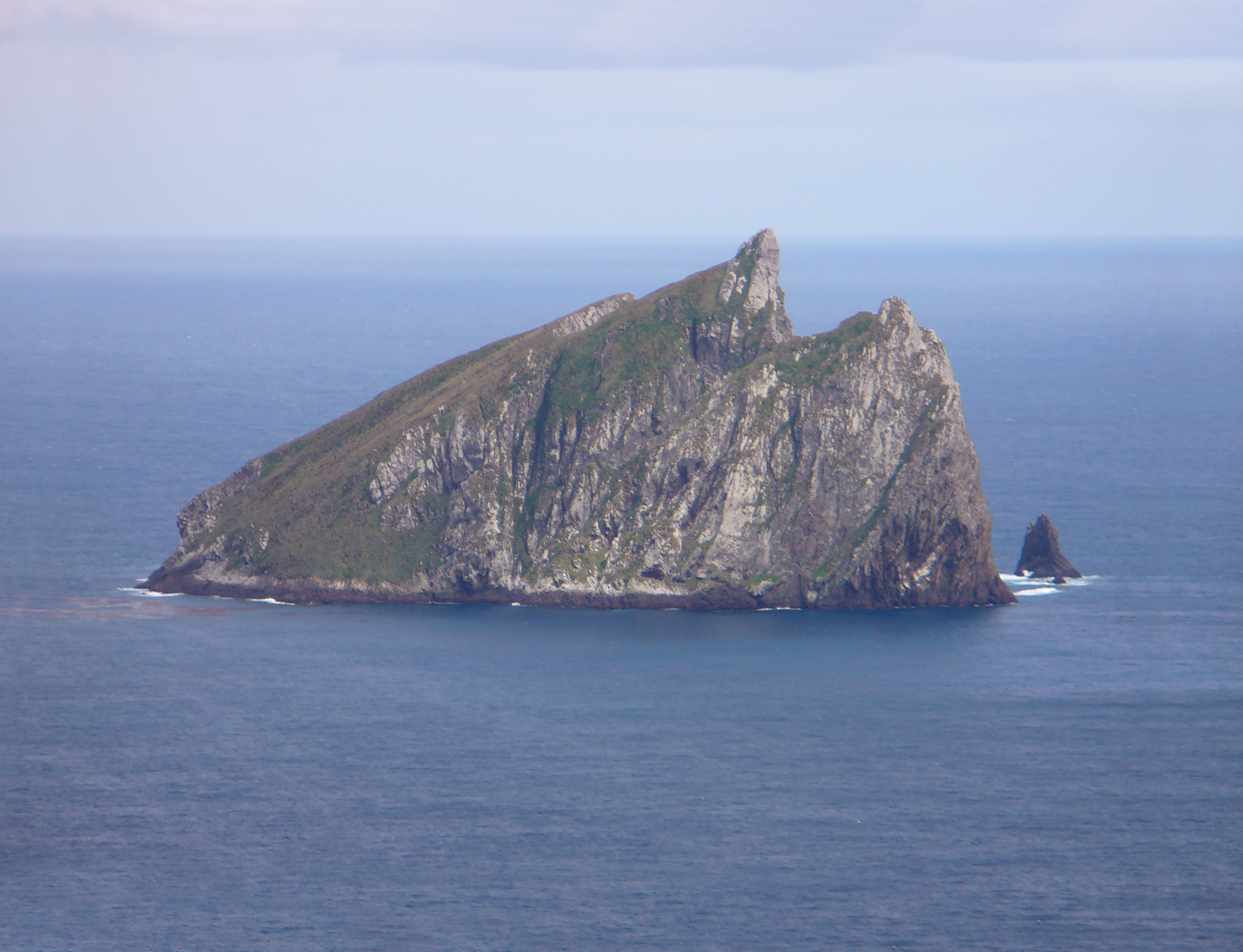
L'île Dent

- l'île Campbell elle-même (112,68 km²)

et des quelques îlots qui l'entourent, dont les principaux sont :
- l'île Dent (0,23km²), à l'ouest
- l'île Jacquemart (0,19 km²), au sud
- l'île de Jeannette Marie (0,11 km²), au nord
- l'île Monowai, dite aussi Rocher du Lion (0,08km²), au sud-ouest
- l'île Folly (0,07 km²) proche de la côte ouest

## Situation
Les îles Campbell sont situées dans l'océan Pacifique à 645 km au sud de l'île du Sud, en  Nouvelle-Zélande, et à 268 km au sud-est des îles Auckland, inhabitées.
Les autres terres émergées "voisines" sont :
- l'île australienne Macquarie à l'ouest (inhabitée) : 710 km
- les îles Antipodes (inhabitées) au nord-est : 740 km

La côte antarctique la plus proche est à 1900 km.

## Relief

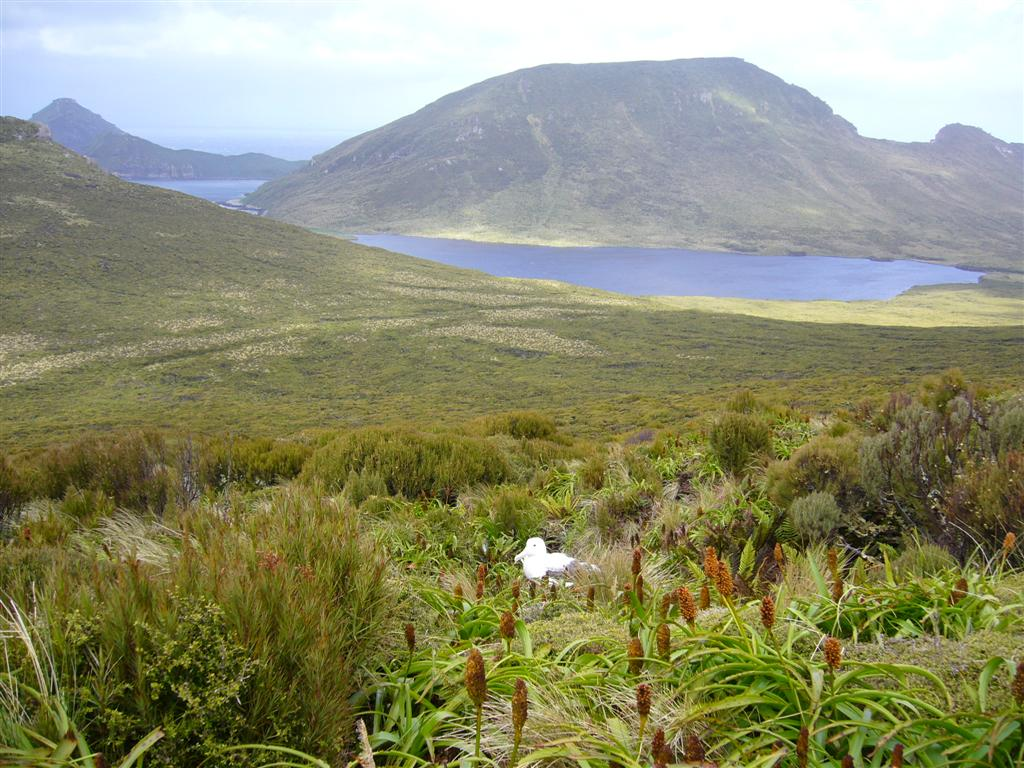
Paysage de l'île Campbell

Il s'agit d'îles volcaniques émergeant du plateau de Campbell, reste du continent Zealandia.
Le dôme volcanique d'origine a subi une forte érosion et l'île principale présente un relief plutôt doux avec des vallées envahies par la mer, notamment Perseverance harbour et Northwest harbour. L'île Campbell culmine à 569 m au mont Honey.
Le sol est tourbeux sur un substrat rocheux.

## Climat
Les îles Campbell sont situées à une latitude équivalente à celle de Birmingham ou d'Amsterdam mais, en l'absence de courant chaud, elles connaissent un climat océanique frais similaire à celui des autres îles sub-antarctiques.
Il se caractérise par des températures minimales moyennes de 5° sur l'année, des maximales moyennes de 9°, des gelées rares et faibles mais des records de chaleur tout aussi rares, de l'ordre de 15°. La pluviométrie est très élevée (1329 mm annuels contre 650 à Paris par exemple) et surtout les vents d'ouest sont quasi constants et parfois violents.
| Mois                               | janvier | février | mars | avril | mai | juin | juillet | août | septembre | octobre | novembre | décembre | Année |
| ---------------------------------- | ------- | ------- | ---- | ----- | --- | ---- | ------- | ---- | --------- | ------- | -------- | -------- | ----- |
| Maximales (°C)                     | 12,1    | 12,0    | 11,0 | 9,7   | 8,3 | 7,3  | 6,9     | 7,4  | 8,0       | 8,9     | 9,8      | 11,4     | 9,4   |
| Minimales (°C)                     | 7,1     | 7,1     | 6,4  | 5,6   | 4,0 | 3,0  | 3,0     | 3,1  | 3,5       | 3,9     | 4,4      | 6,1      | 4,8   |
| Précipitations (mm)                | 112     | 106     | 122  | 115   | 131 | 104  | 106     | 103  | 113       | 110     | 100      | 108      | 1 329 |
| Source : NIWA Science climate data |         |         |      |       |     |      |         |      |           |         |          |          |       |

## Flore
En dehors des escarpements rocheux, les îles et notamment l'île principale sont couvertes d'un herbage abondant et en particulier de mégaherbes.
Certaines fougères peuvent atteindre un mètre de haut mais surtout, dans les emplacements abrités, les bruyères Dracophyllum comme des arbustes des genres Coprosma et Myrsine peuvent former une forêt arbustive atteignant 5 mètres de hauteur. 

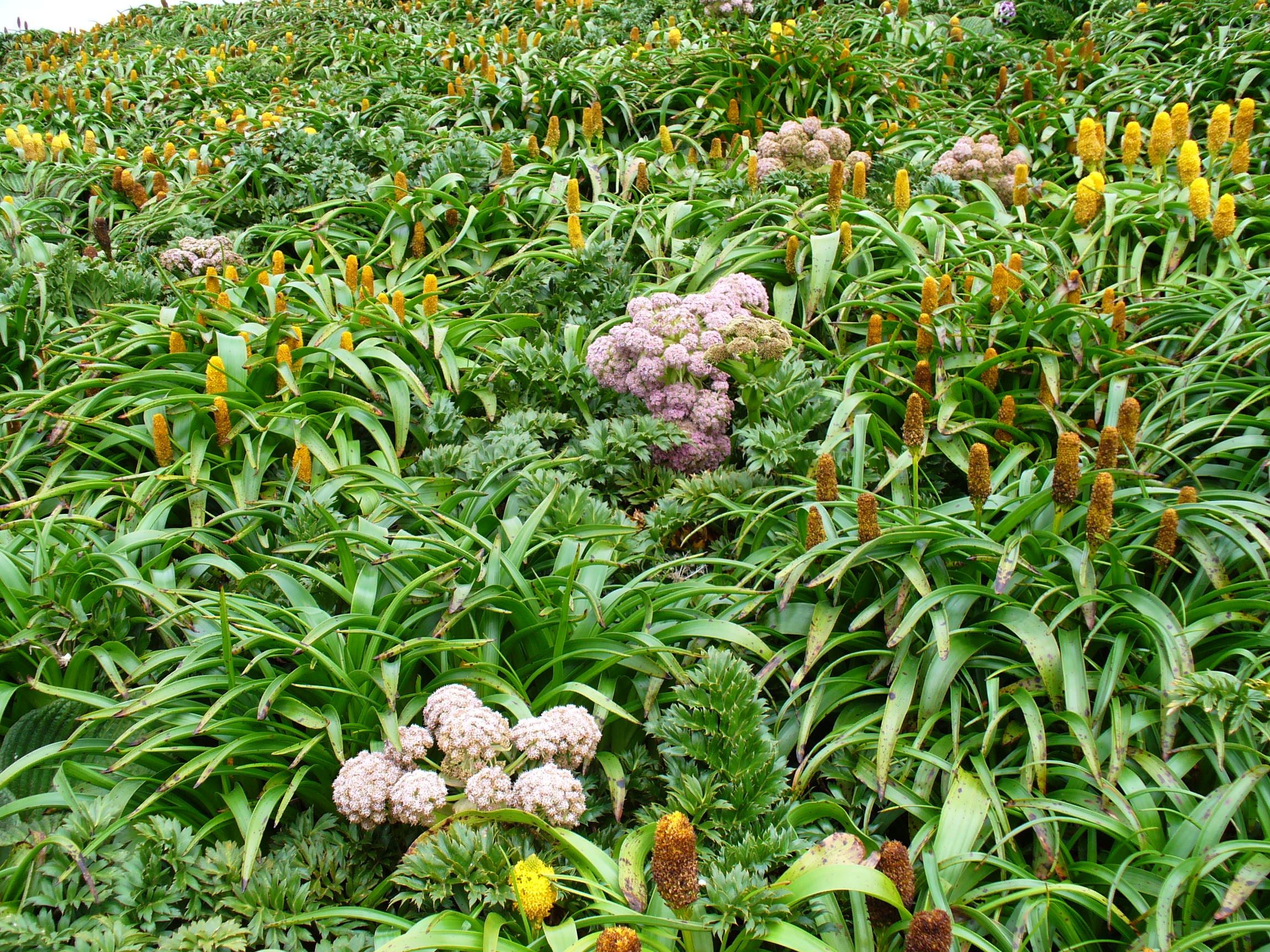
Mégaherbes
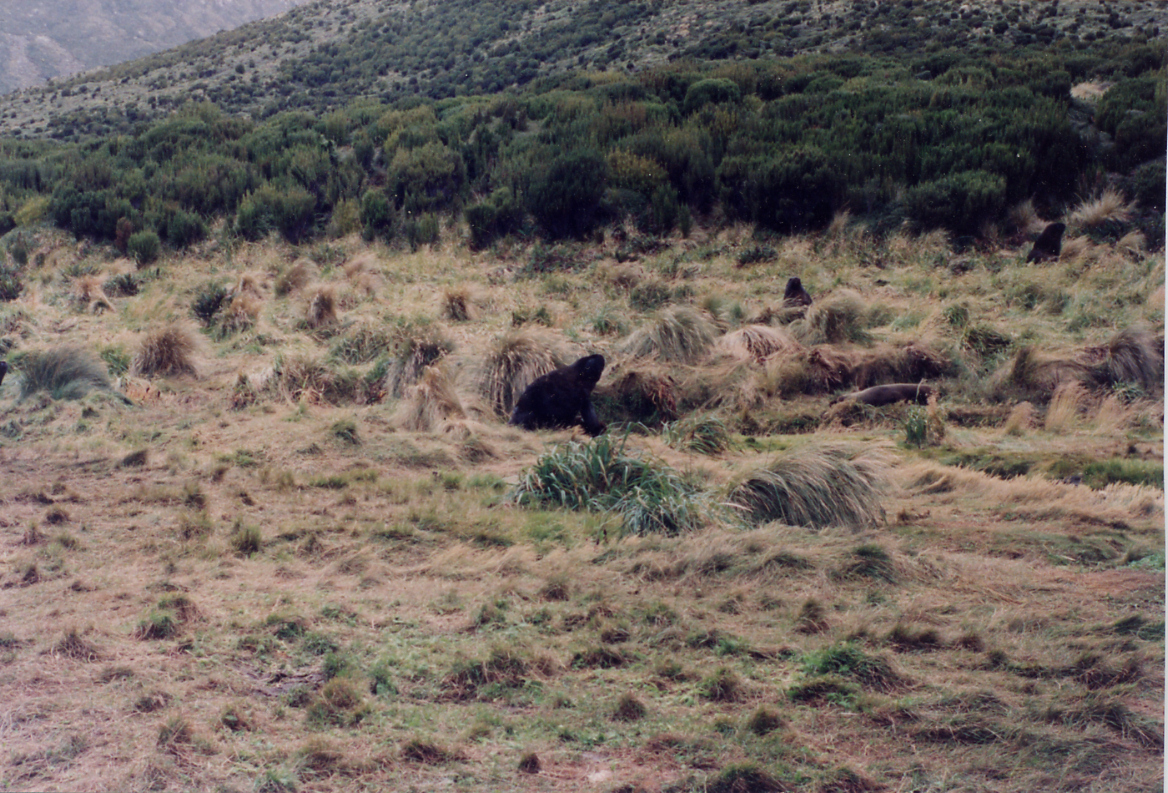
Tussack et bruyères
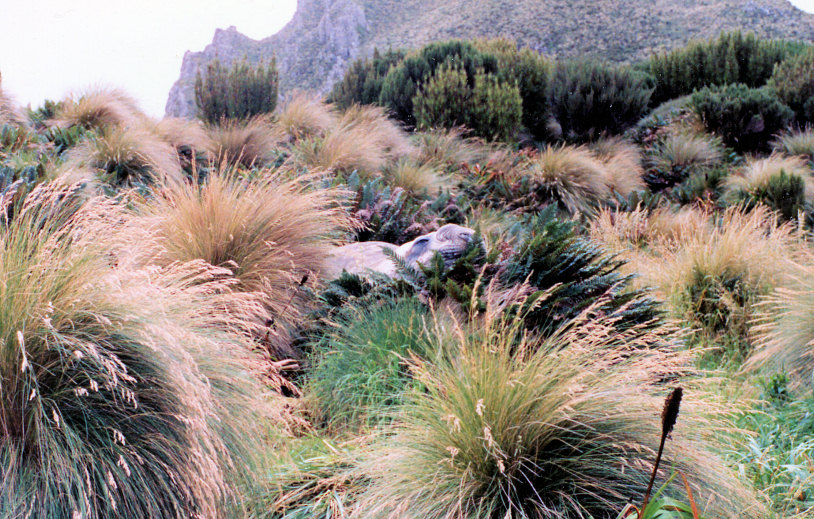
Éléphant de mer sur tussack
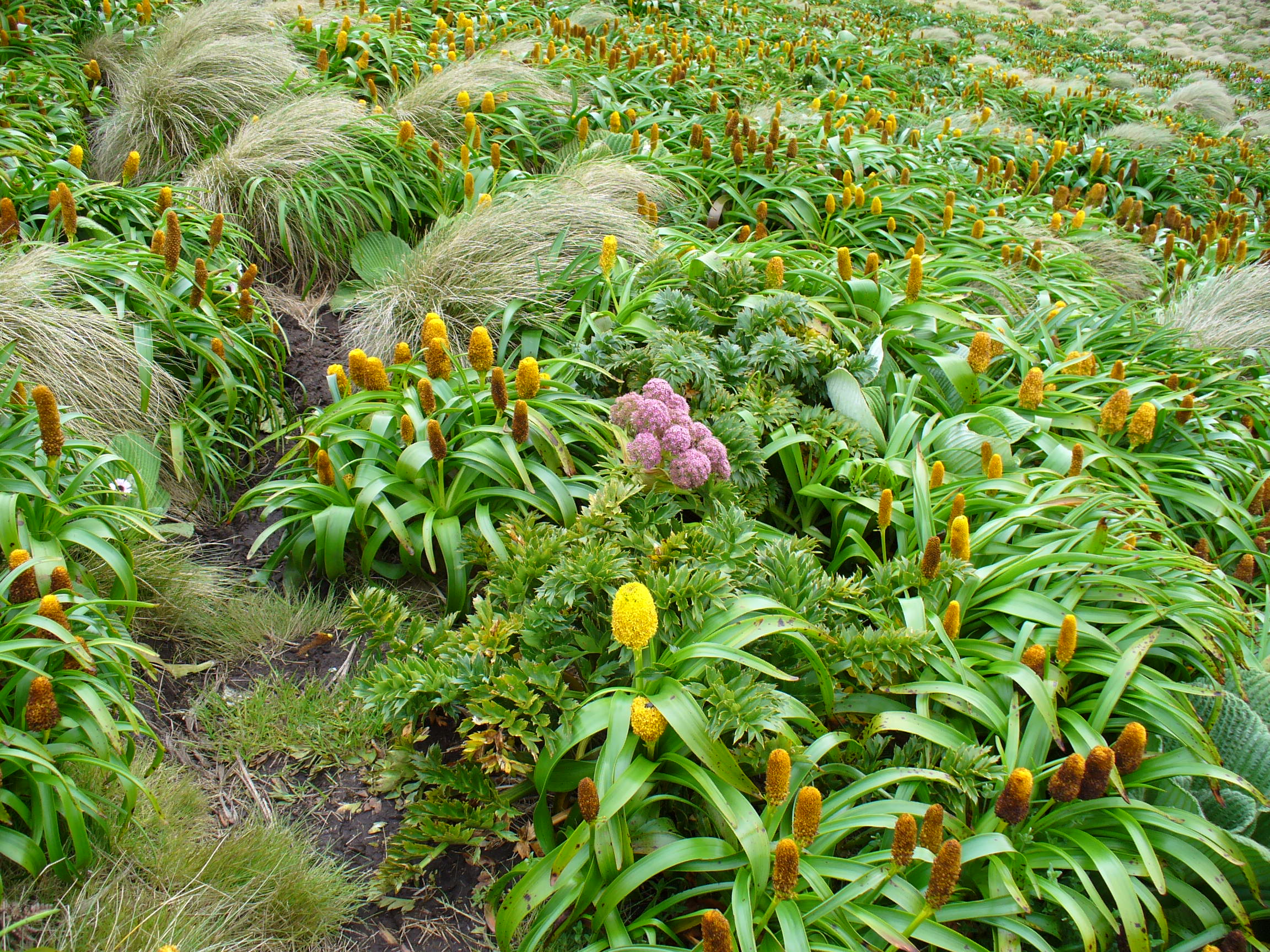
Bulbinella rossi et Anisotome latifolia
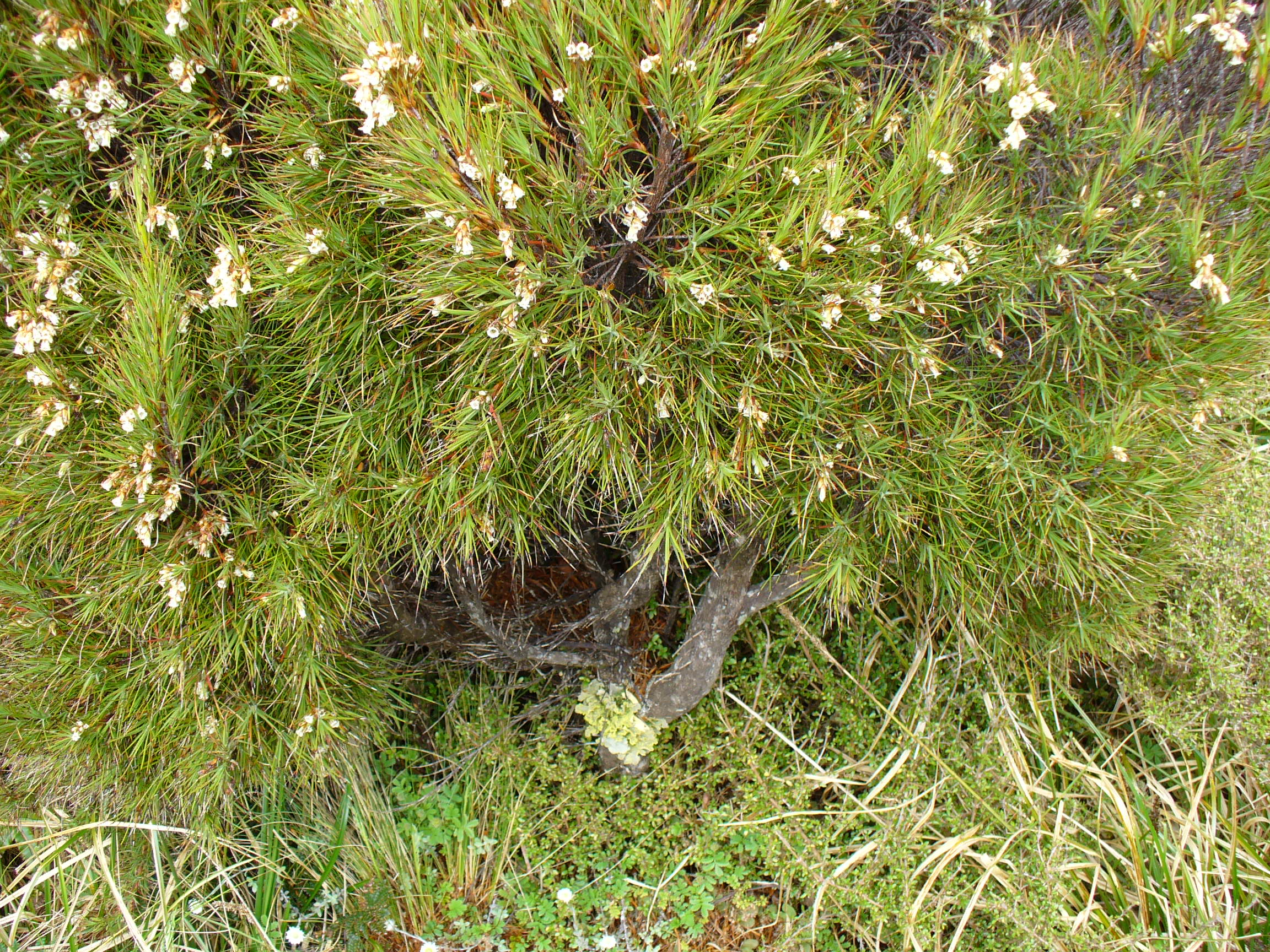
Dracophyllum
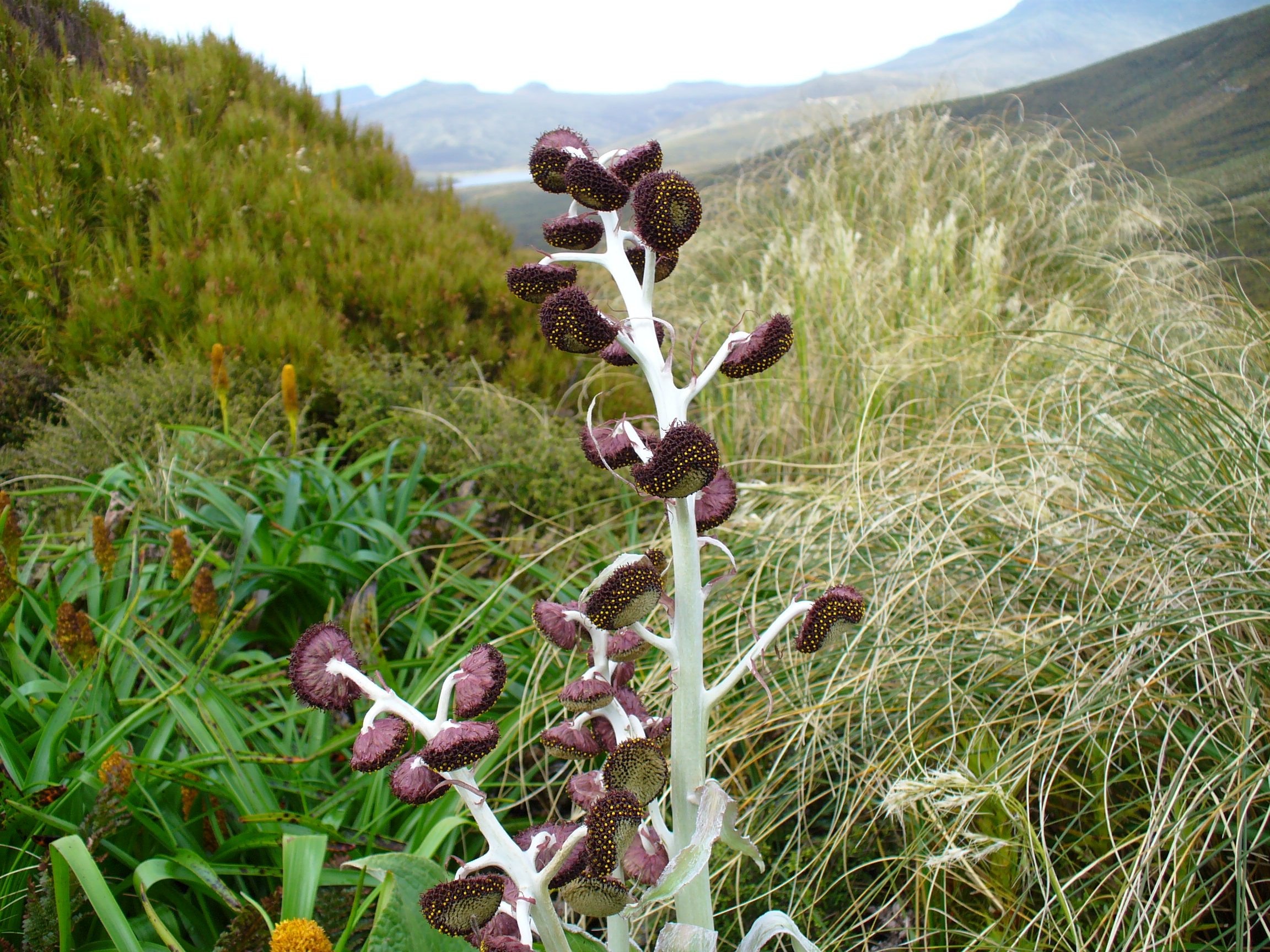
Pleurophyllum hookeri
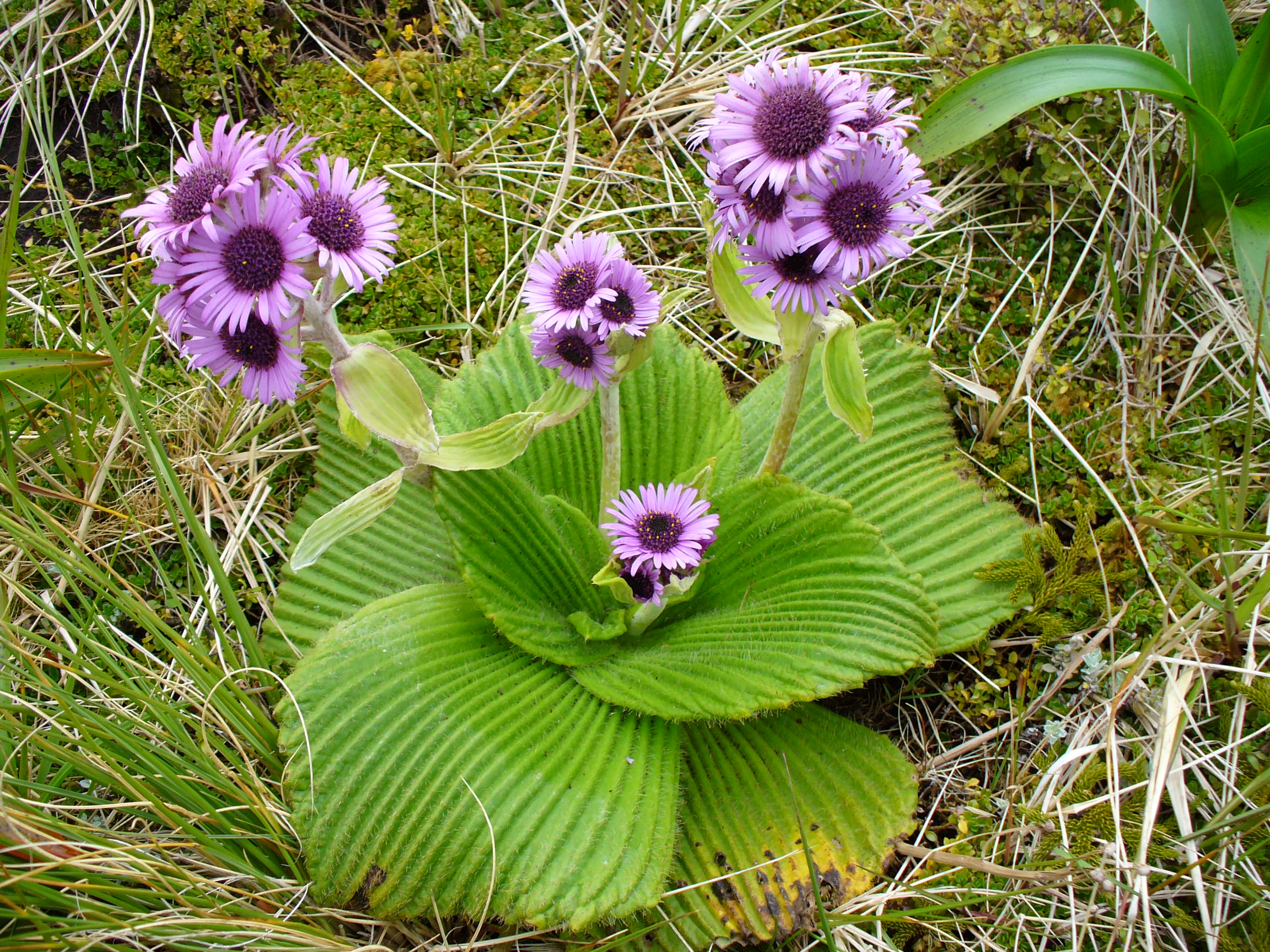
Pleurophyllum speciosum

## Faune
Les îles Campbell sont un refuge et un conservatoire pour la faune aviaire, elles abritent plus d'une soixantaine d'espèces d'oiseaux, dont la plus grande colonie au monde d'albatros royaux. Certaines espèces sont endémiques, telle la sarcelle de Campbell qui n'avait survécu que sur l'île de Dent, épargnée des rongeurs, et a pu être réintroduite sur l'île principale après la dératisation.

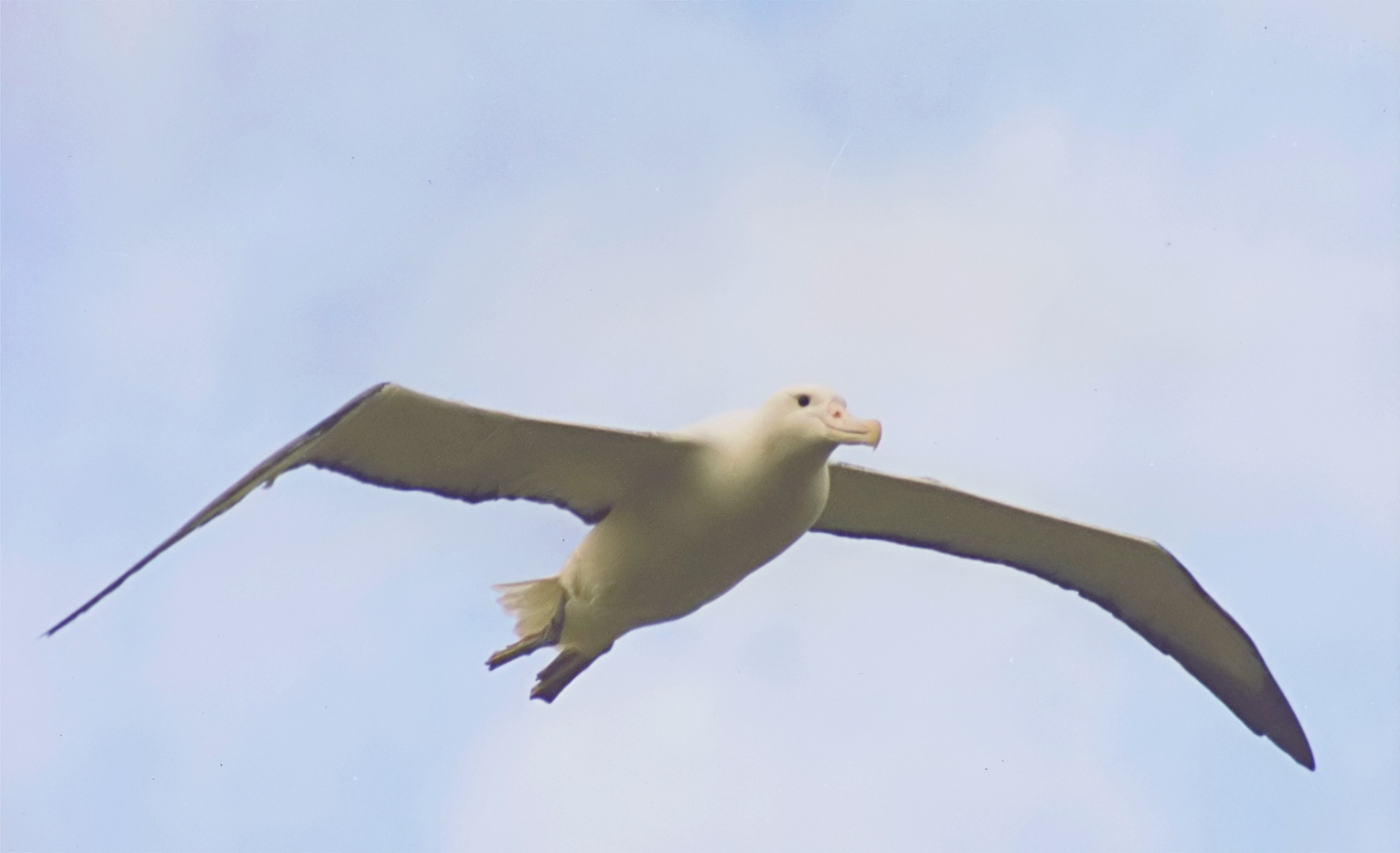
Albatros royal
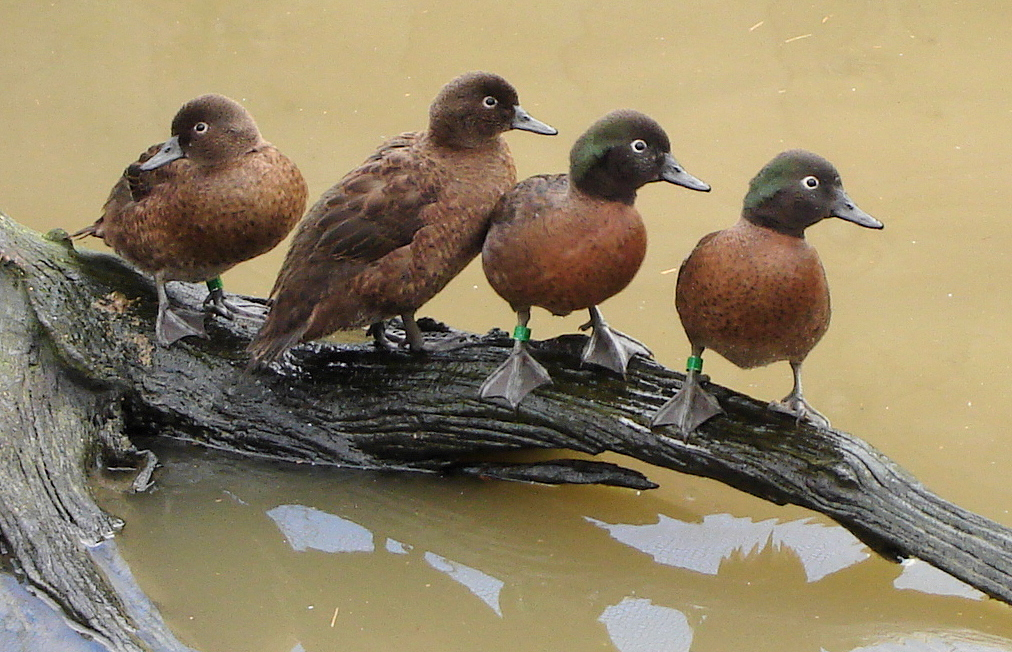
Sarcelle de Campbell
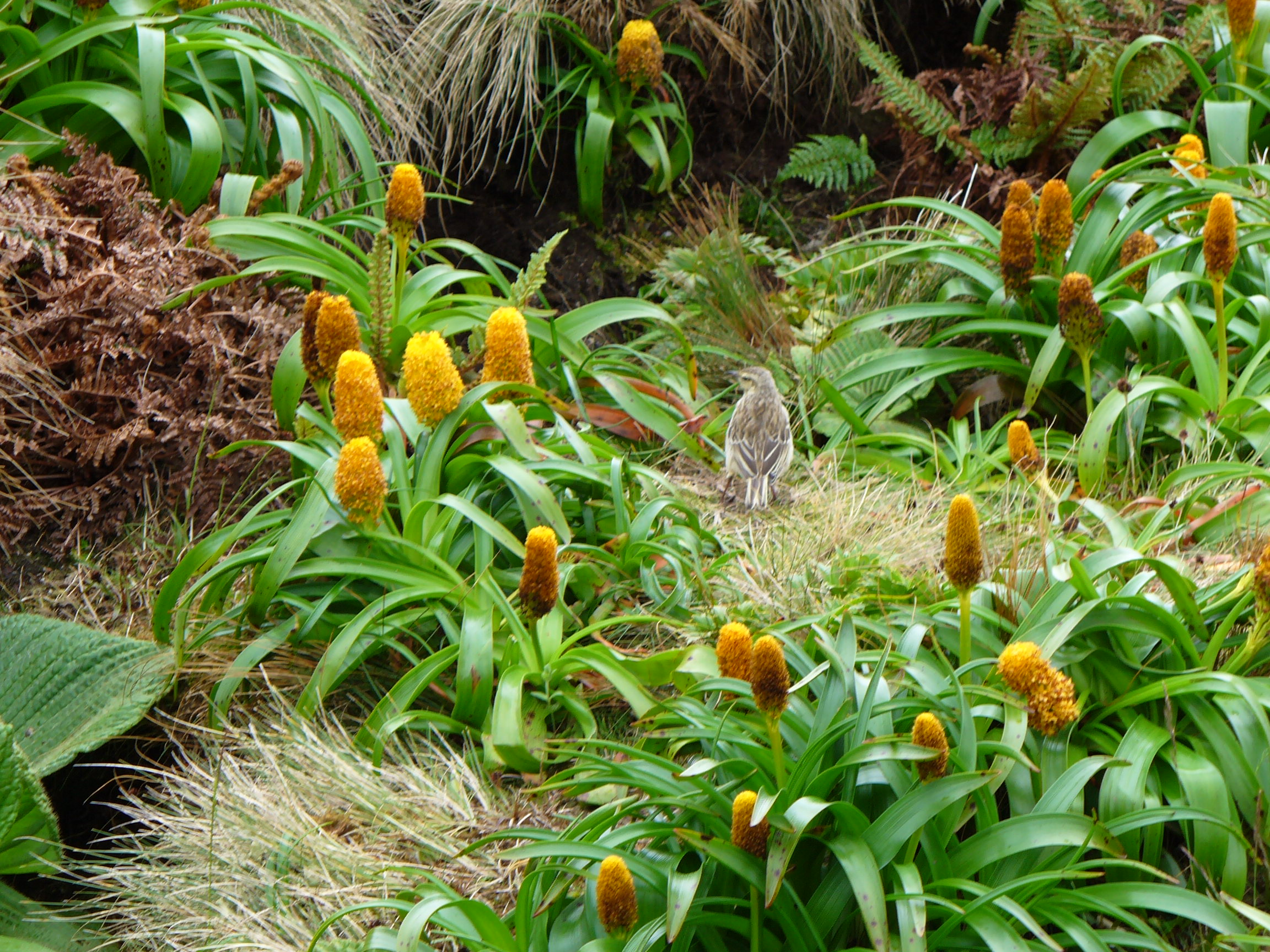
Pipit de Nouvelle-Zélande
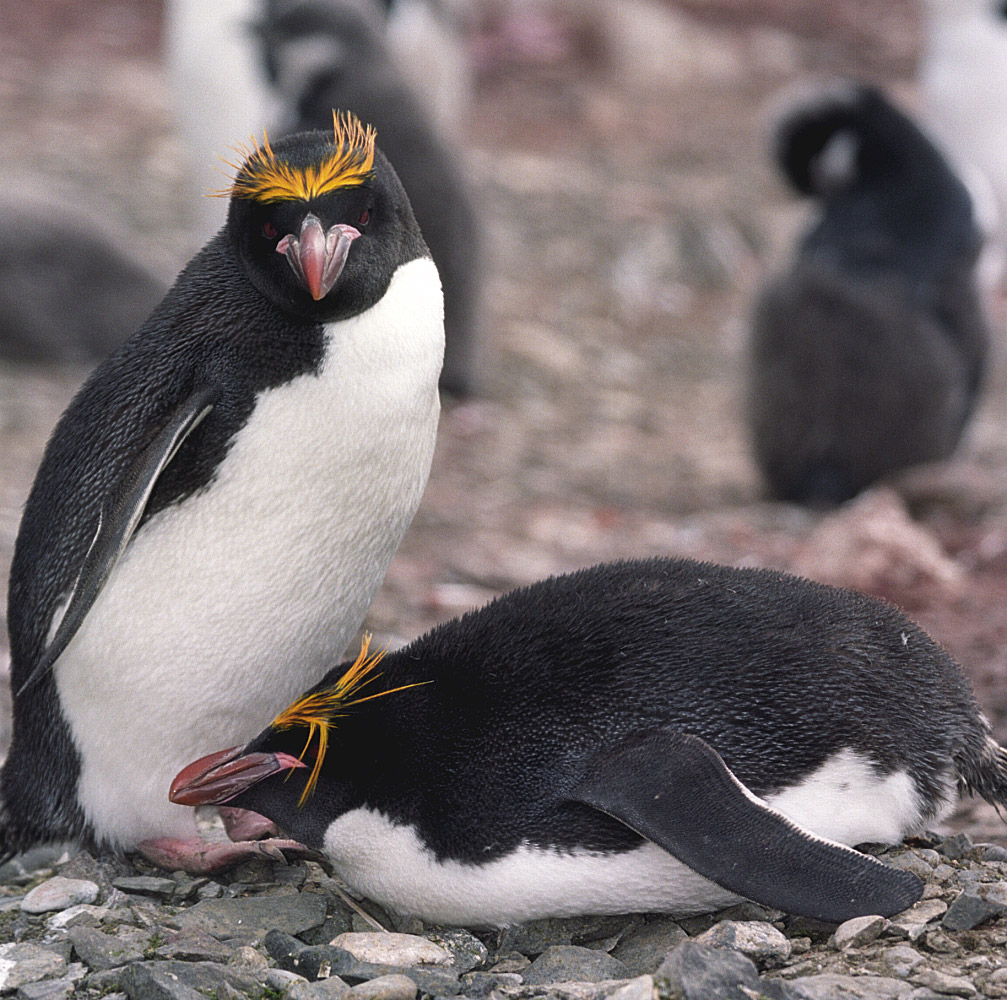
Gorfou doré

Les mammifères, depuis l'élimination de la faune importée, sont essentiellement marins : éléphants de mer  et lions de mer de Nouvelle-Zélande notamment.

## Histoire
Le groupe d'îles a été découvert en 1810 par Frederick Hasselburg, capitaine d'un navire phoquier qui leur donna le nom de son employeur, la compagnie Campbell à Sydney. Frederick Hasselburg devait trouver la mort sur l'île Campbell lors d'une expédition ultérieure.
Le petit archipel resta rattaché à la Nouvelle-Zélande lors de sa séparation de la Nouvelle-Galles du Sud, de son érection en dominion, puis de son indépendance ; il fait désormais partie des îles sub-antarctiques de Nouvelle-Zélande. N'étant pas situées dans l'océan Antarctique, les îles ne sont pas affectées par le gel des revendications territoriales prévu au traité de l'Antarctique.
Les îles sont une réserve naturelle depuis 1954 et, comme toutes les possessions néo-zélandaises de la région, ont été classées par l'Unesco au patrimoine de l'humanité en 1998.

## Activités humaines

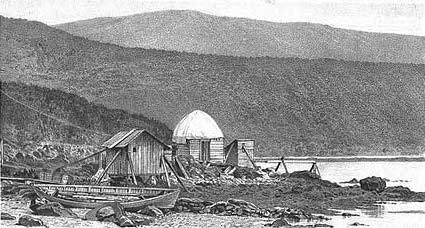
Observatoire de l'expédition de 1874

Comme nombre d'îles australes et sub-antarctiques, à commencer par le vaste archipel des Kerguelen, les îles Campbell ne sont pas inhabitables mais sont inhabitées. Leur climat, infiniment moins rude que celui de la Sibérie, se rapproche de celui des îles de l'Atlantique nord (Shetland, Féroé) et permettrait comme sur celles-ci des activités telles que l'élevage, la pêche et le tourisme. Mais dans une région peu peuplée du globe, la modeste taille de l'archipel et surtout son isolement dans les cinquantièmes hurlants n'a guère suscité l'installation d'une population permanente.
L'île principale a surtout connu, au XIXe siècle et au début du XXe siècle, des stations temporaires de chasse au phoque, puis de chasse à la baleine, ainsi que la présence occasionnelle de quelques expéditions scientifiques. L'une d'elles, menée par le Français Anatole Bouquet de la Grye avec le capitaine Jacquemart pour observer le transit de Vénus de 1874, résida 3 mois sur l'île.
La seule installation permanente fut celle d'une ferme, occupée successivement par plusieurs familles, de 1895 à 1931. Comme à l'île Amsterdam, l'expérience se solda par un échec économique et un désastre écologique, ce dernier aussi bien pendant l'exploitation, sans clôtures, qu'à l'arrêt de celle-ci : des milliers de moutons et une vingtaine de bovins furent alors abandonnés sur l'île et causèrent des dommages croissants à son fragile milieu naturel. Les descendants, redevenus sauvages, de ce bétail furent finalement, sous la pression des scientifiques, abattus dans les années 1970 et 1980.
La Nouvelle-Zélande maintint un poste de garde-côtes puis une station météorologique et scientifique à Tucker Cove de 1941 à 1995, date où la station devint entièrement automatique. Afin de remédier à une autre séquelle de la présence humaine, les îles furent entièrement dératisées en 2001.

## Galerie

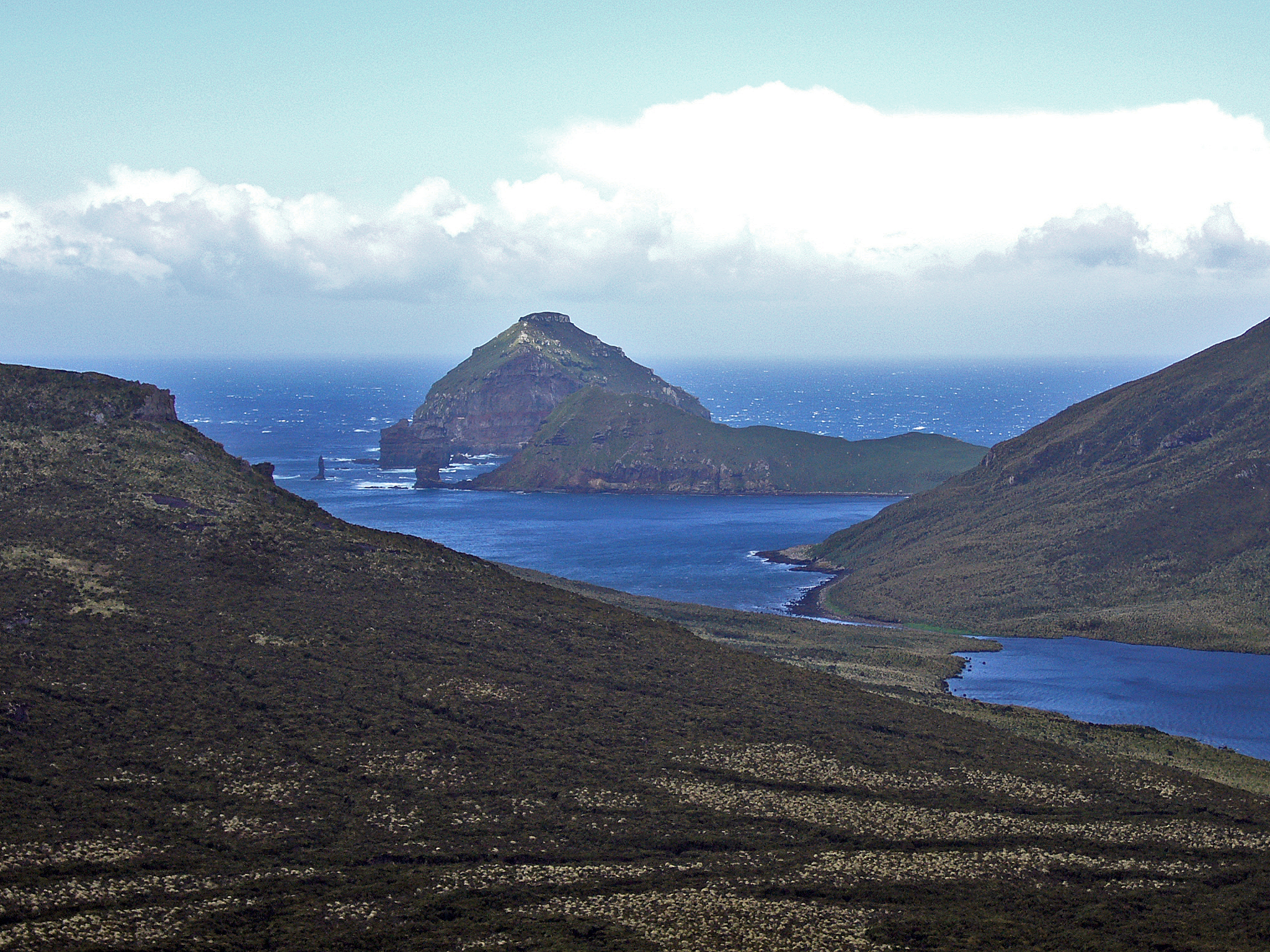
Îlot Jacquemart
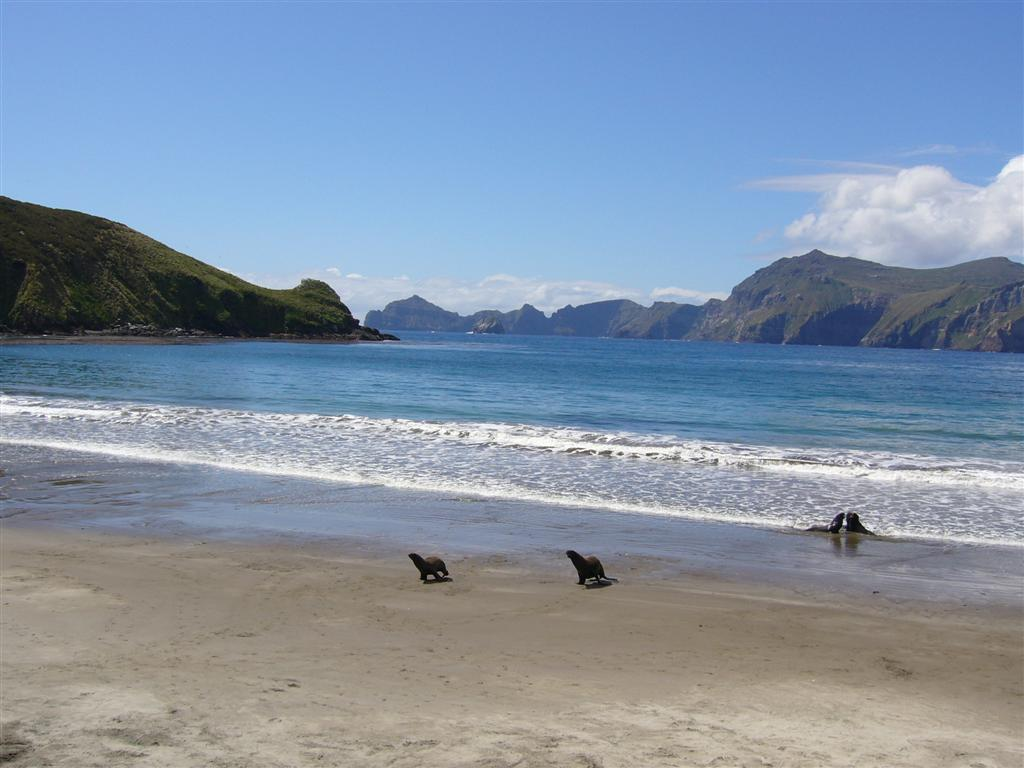
Southwest bay
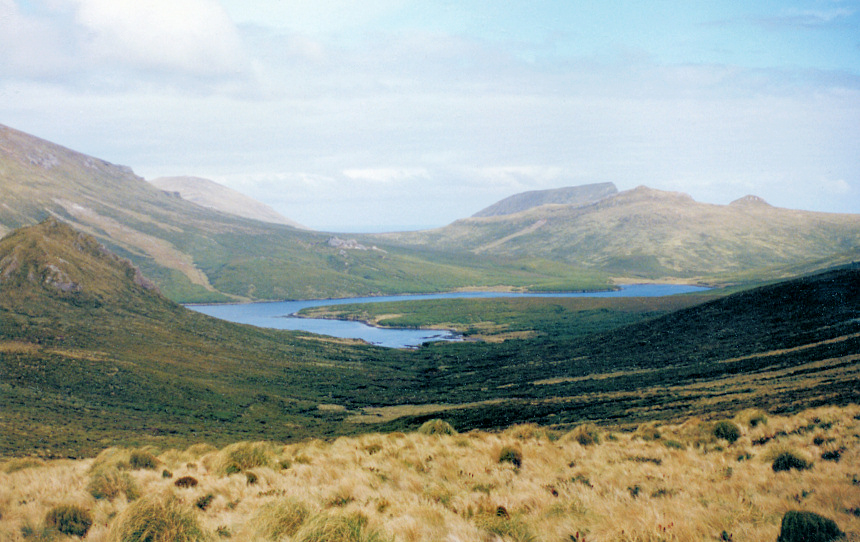
Garden cove
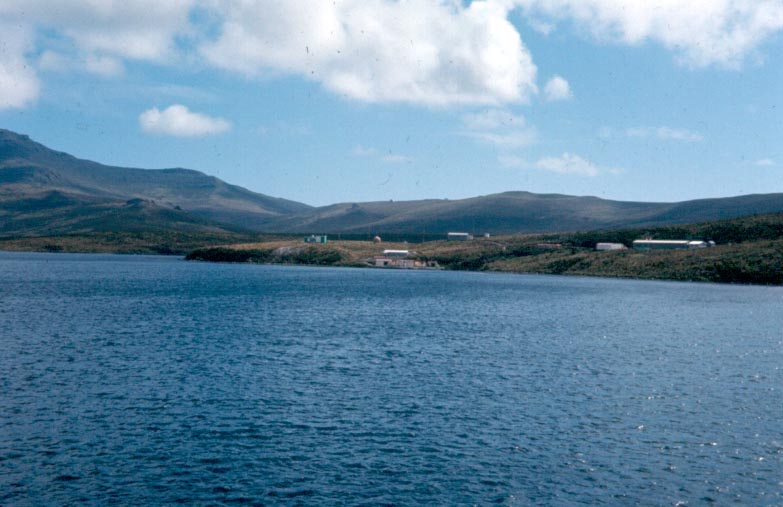
Ancienne base